# Gianni Bissaca
Gianni Bissaca (Torino, 12 aprile 1954) è un attore italiano.

## Biografia
Nasce a Torino e frequenta il liceo Cavour di Torino. Noto per aver preso parte a film come Sanguepazzo nel 2008 e serie TV: Come un delfino; I segreti di Borgo Larici; Una grande famiglia; Non uccidere; Don Matteo e Nero a metà.

## Filmografia

### Cinema
- Ormai è fatta!, regia di Enzo Monteleone (1999)
- Preferisco il rumore del mare, regia di Mimmo Calopresti (2000)
- Ora e per sempre, regia di Vincenzo Verdecchi (2004)
- Il silenzio dell'allodola, regia di David Ballerini (2005)
- L'uomo privato, regia di Emidio Greco (2007)
- Sanguepazzo, regia di Marco Tullio Giordana (2008)
- Solo un padre, regia di Luca Lucini (2008)
- L'ultimo crodino, regia di Umberto Spinazzola (2009)
- La strada di Paolo, regia di Salvatore Nocita (2011)
- L'industriale, regia di Giuliano Montaldo (2011)
- Aspirante vedovo, regia di Massimo Venier (2013)
- La luna su Torino, regia di Davide Ferrario (2014)
- Maicol Jecson, regia di Enrico Audenino e Francesco Calabrese (2014)
- Alaska, regia di Claudio Cupellini (2014)
- Non c'è 2 senza te, regia di Massimo Cappelli (2015)
- Il padre d'Italia, regia di Fabio Mollo (2017)
- Sul più bello, regia di Alice Filippi (2020)

### Televisione
- Sospetti 2 – serie TV (2002-2003)
- La stagione dei delitti – serie TV (2004)
- Sospetti 3 – serie TV (2005)
- Orgoglio 2 – serie TV (2005)
- L'uomo sbagliato, regia di Stefano Reali – miniserie TV (2005)
- Il mio amico Babbo Natale, regia di Franco Amurri – film TV (2005)
- Il Grande Torino, regia di Claudio Bonivento – miniserie TV (2005)
- Orgoglio 3 – serie TV (2006)
- Annozero – programma TV (2006-2011)
- L'uomo che rubò la Gioconda, regia di Fabrizio Costa – miniserie TV (2006)
- Distretto di Polizia – serie TV, episodio 6x20 (2006)
- Nati ieri – serie TV (2006-2007)
- R.I.S. - Delitti imperfetti – serie TV, episodio 3x04 (2007)
- L'amore e la guerra, regia di Giacomo Campiotti – miniserie TV (2007)
- La stagione dei delitti – serie TV (2007)
- Il mondo delle cose senza nome, regia di Tiziana Aristarco – miniserie TV (2007)
- Nebbie e delitti – serie TV (2007)
- Piloti – sitcom, 3 episodi (2007-2008)
- Camera Cafè – sitcom, 3 episodi (2007-2008)
- La terza verità, regia di Stefano Reali – miniserie TV (2007)
- Maria Montessori - Una vita per i bambini, regia di Gianluca Maria Tavarelli – miniserie TV (2007)
- Crimini bianchi – serie TV (2008-2009)
- Don Matteo – serie TV, episodio 6x11 (2008)
- Einstein, regia di Liliana Cavani – miniserie TV (2008)
- Il bene e il male – serie TV (2009)
- Lo smemorato di Collegno, regia di Maurizio Zaccaro – miniserie TV (2009)
- I liceali 2 – serie TV (2009)
- Il mostro di Firenze, regia di Antonello Grimaldi – miniserie TV (2009)
- Un caso di coscienza – serie TV, episodio 4x01 (2009)
- Due imbroglioni e... mezzo!, regia di Franco Amurri – miniserie TV (2010)
- La leggenda del bandito e del campione, regia di Lodovico Gasperini – miniserie TV (2010)
- Come un delfino – serie TV (2011)
- Servizio pubblico – programma TV (2011-2015)
- Walter Chiari - Fino all'ultima risata, regia di Enzo Monteleone – miniserie TV (2012)
- Questo nostro amore – serie TV (2012)
- L'ultimo papa re, regia di Luca Manfredi – miniserie TV (2013)
- I segreti di Borgo Larici, regia di Alessandro Capone – miniserie TV (2014)
- Un mondo nuovo, regia di Alberto Negrin (2014)
- Un passo dal cielo 3 – serie TV (2015)
- Ragion di Stato, regia di Marco Pontecorvo – miniserie TV (2015)
- Anna e Yusef, regia di Cinzia TH Torrini – miniserie TV (2015)
- Don Matteo – serie TV, episodio 10x05 (2015)
- Non uccidere – serie TV (2015)
- Una grande famiglia 3 – serie TV (2015)
- Rimbocchiamoci le maniche – serie TV (2016)
- Non dirlo al mio capo – serie TV (2016)
- Io ci sono, regia di Luciano Manuzzi – film TV (2016)
- Rocco Schiavone – serie TV, episodio 1x02 (2016)
- Nero a metà – serie TV, episodio 1x10 (2018)
- La fuggitiva, regia di Carlo Carlei – miniserie TV, 4 episodi (2021)
- Cuori – serie TV, episodio 1x03 (2021)
- Giustizia per tutti, regia di Maurizio Zaccaro – miniserie TV, puntata 6 (2022)
- Anima gemella, regia di  Francesco Miccichè – miniserie TV, puntata 1 (2023)
- Hanno ucciso l'Uomo Ragno - La leggendaria storia degli 883 , regia di Alice Filippi – miniserie TV (2024)

### Cortometraggi
- Cabu Cabu 011, regia di Matteo Silvan (2018)

### Spot
- Melegatti (2019)

## Teatro
- Le Intermittenze Della Morte di José Saramago, regia di José Caldas
- Il Colombre di Dino Buzzati, regia di José Caldas
- Poetico Bestiario, da Ad ora incerta e L'altrui mestiere di Primo Levi, regia di Gianni Bissaca
- Mondi Capovolti, regia di Elena Bucci
- Di Razza Sostanzialmente Umana, da Il sistema periodico di Primo Levi, regia di Gianni Bissaca
- Mio Padre Voleva Chiamarmi Libero, da La chiave a stella di Primo Levi, regia di Gianni Bissaca
- Sul Fondo, da Se questo è un uomo di Primo Levi, di e con Gianni Bissaca
- Barnabo Delle Montagne di Dino Buzzati, regia di Gianni Bissaca
- Galline, regia di Gianni Bissaca
- Pollicino, regia di Gianni Bissaca
- Niente più niente al mondo di Massimo Carlotto, regia di Gianni Bissaca
- Quando Suona La Sirena Nel rifugio antiaereo di piazza Risorgimento a Torino
- C'era Una Volta Un Re, Castello di Rivoli (To)
- Il Gioco di Romeo e Giulietta, presso Porta Palazzo, in collaborazione con Città di Torino, Regione Piemonte, The Gate e Teatro dell'Angolo
- 6x12x24 Mio Nono Fava I Matoni, Fornace Carena di Cambiano (To), in collaborazione con Regione Piemonte e Provincia di Torino
- Via Bologna 183
- Cesate Lombroso, in collaborazione con la Circoscrizione 6 della Città di Torino
- Antigone Nella Città Della Guerra, Progetto Periferie della Città di Torino
- Non Piangetemi, Non Chiamatemi Povero, sacrario del Martinetto di Torino
- Sette Meditazioni Sul Futuro Sostenibile, in collaborazione con la Regione Piemonte
- Lo Spettacolo Della Costituzione, Teatro Astra di Torino

## Riconoscimenti
- Miglior attore non protagonista per Cabu Cabu 011, Carole Film Festival (2019)[3]